# Thymus willkommii
Thymus willkommii ist eine Pflanzenart aus der Gattung der Thymiane (Thymus) in der Familie der Lippenblütler.

## Beschreibung
Thymus willkommii ist ein kleiner Strauch, der an der Basis verholzt und lange, schlanke, holzige, hochgebogene bis niederliegende oder kriechende Stängel bildet. Die blütentragenden Stängel sind 2 bis 5 cm lang und rundum behaart. Die Laubblätter sind 5 bis 7 mm lang und 2 bis 3 mm breit. Sie sind eiförmig bis eiförmig-elliptisch, unbehaart und auch an der Basis nicht bewimpert. Die Seitenadern sind eher unauffällig.
Die Blüten bilden keinen ausgeprägten Blütenstand. Die Scheinwirtel bestehen aus zwei bis sechs Blüten, gelegentlich treten gestielte Zymen auf. Die Blütenstiele sind 1 bis 2 mm lang. Die Tragblätter ähneln den Laubblättern. Der Kelch ist 4 bis 5 mm lang, die Röhre ist nahezu zylindrisch und etwa so lang wie die Lippen und spärlich behaart. Die oberen Zähne sind etwa 1 cm lang, lanzettlich und nicht bewimpert. Die Krone ist 6 bis 7 mm lang.
Die Chromosomenzahl beträgt 2n = 56.

## Vorkommen und Standorte
Die Art kommt im Nordosten Spaniens vor.